# NGC 7363
NGC 7363 est une galaxie spirale intermédiaire située dans la constellation de Pégase. Cette galaxie a été découverte par l'astronome prussien Heinrich d'Arrest en 1865. La vitesse de NGC 7363 par rapport au fond diffus cosmologique est de 6 393 ± 24 km/s, ce qui correspond à une distance de Hubble de 94,3 ± 6,6 Mpc (∼308 millions d'al).
Aucune barre n'est vraiment visible sur l'image du relevé SDSS. La classification de galaxie spirale intermédiaire semble mieux décrire cette galaxie que celle de galaxie spirale barrée suggérée par le professeur Seligman et par Wolfgang Steinicke.
À ce jour, une seule mesure non basée sur le décalage vers le rouge (redshift) donne une distance d'environ 14,200 Mpc (∼46,3 millions d'al). Cette valeur est loin à l'extérieur des valeurs de la distance de Hubble. Notons que c'est avec la valeur moyenne des mesures indépendantes, lorsqu'elles existent, que la base de données NASA/IPAC calcule le diamètre d'une galaxie et qu'en conséquence le diamètre de NGC 7363 pourrait être d'environ 48,3 kpc (∼158 000 al) si on utilisait la distance de Hubble pour le calculer. 

## Groupe de NGC 7331
Selon A. M. Garcia NGC 7363 fait partie du groupe de galaxies de NGC 7331, une galaxie spirale située non loin de du Quintette dans le ciel terrestre. Le groupe de NGC 7331 renferme au moins cinq membres. Les autres galaxie sont NGC 7320, UGC 12060 et UGC 12082.  Cependant, NGC 7363 pose problème. Selon sa distance de Hubble, elle ne fait pas partie de ce groupe, alors que selon les mesures indépendantes du décalage vers le rouge, elle en fait partie (voir Groupe de NGC 7331).